# Isla Diego
Isla Diego es el nombre en español de una isla volcánica filipina conocida también actualmente como Diogo o bien por el nombre nativo de Dinem. Administrativamente forma parte de la provincia de Batanes, en la región del Valle del Cagayán.
Diego es una roca solitaria que sobresale del mar, con acantilados a cada lado y con corrientes peligrosas que hacen que aterrizar allí sea prácticamente imposible. Es un volcán extinto que ha sufrido en gran medida de la erosión marina. 
Diego es una isla pequeña, de más de 513 metros de altura, de alrededor de 1,21 kilómetros de diámetro y a 5,6 km al sudeste de la isla de Itbayat. Tiene varios pequeños islotes ubicados cerca de la parte oriental.